# Chlosyne hylaeus
Chlosyne hylaeus är en fjärilsart som beskrevs av Frederick DuCane Godman och Osbert Salvin 1894. Chlosyne hylaeus ingår i släktet Chlosyne och familjen praktfjärilar. Inga underarter finns listade i Catalogue of Life.